# Julian Casablancas
Julian Fernando Casablancas (født d. 23. august 1978) er forsanger og sangskriver i bandet The Strokes samt solokunstner og ejer af Cult Records

## Biografi
Julian er søn af John Casablancas, skaberen af Elite Model Management, og Jeanette Christiansen, en dansk model som blev Miss Danmark i 1965. Udover Julian har de et til barn, nemlig søsteren Cecile Casablancas.
Hans forældre blev skilt da han var meget ung. Han begyndte i børnehave sammen med det fremtidige bandmedlem Nikolai Fraiture.
Da han som 14 årig blev snuppet i at drikke før timen, måtte han indskrive sig på et rehabiliseringscenter, kaldt 'Phoenix House', to gange om ugen.
Senere sendte hans far ham, pga dårlige karakterer, til Institut Le Rosey i Schweiz, hvilket varede i 6 måneder. En af de få andre amerikanere på instituttet var Albert Hammond, Jr., som senere skulle vise sig at slutte sig til The Strokes som guitarist.
Da Julian kom tilbage til New York, fortsatte han sin uddannelse på Dwight School, hvor han mødte Fabrizio Moretti og Nick Valensi, som også er bandmedlemmer i dag.

## Inspiration
Julians stedfar, Sam Adoquei, sendte ham et 'The Best of The Doors' kasettebånd, da han gik i skole i Schweiz, og Julian mener selv i dag at det var det bånd der reddede ham, under sit ophold, som ellers var et rent mareridt for ham.
Julian blev på sit værelse og spillede båndet om igen og igen og igen. Han lyttede meget intenst til hvert enkel instrument, hvert enkelt ord, til måden omkvædene passede ind. Herfra lærte han hvordan sange er opbygget, og han har siden skrevet over 40 sange. Og som bandmedlemmet Nick Valensi udtaler sig: 
"Julian er god til at lade sig inspirere, lytte til noget musik, tage hvad der er godt og lade hvad der er dårligt være. Han kan lytte til et Beach Boys nummer, og slet ikke tage sig af de skvattede ting, men lige snuppe noge fede akkorder".
Julian finder sin inspiration mange forskellige steder, men det er mest musik i retning af The Velvet Underground, Iggy Pop, Television og Nirvana som The Strokes normalt er inspirerede af.
Men inspirationen kan også komme fra andre kunstnere, som f.eks Tom Petty's 'American Girl', hvis riffs The Strokes bruger i sangen 'Last Nite'.
Startriffet på sangen 'Juicebox' kommer oprindeligt fra et tv showet Peter Gun fra halvtredserne.
Hans stemme og måde at synge på, kan meget let sammenlignes med Lou Reed's stemme og Lou Reed er ligeledes også en stor inspiration for Casablancas.

## Solokarriere
Julian udgav i efteråret 2009 sin første soloplade Phrazes For the Young. Førstesinglen 11th Dimension blev Ugens uundgåelige på radiostationen P3, og Julian besøgte i slutningen af november 2009 spillestedet Vega (København).
I midten af december måned 2010 offentliggjorde The Strokes's bassist Nikolai Fraiture på sin Twitter at bandet netop havde færdigindspillet deres længe ventede fjerde album. Navnet på albummet er Angles, og bliver udgivet den 22. marts 2011. Førstesinglen bliver Under Cover of Darkness, som bliver frigivet 9. februar.
Den 23 juni 2014 offentliggjorde Julian via. sin hjemmeside, at hans nye plade 'Tyranny' som i øvrigt er lavet med bandet The Voidz, vil udkomme 23 September 2014.

## Privatliv
Den 5. februar 2005, giftede Julian sig med hans bands assistent manager Juliet Joslin, til stor overraskelse for både fans og resten af bandet. Han oplyste om brylluppet til adskillige optrædener, inklusiv i Central Park, hvor han lige før de skulle spille deres sang 'Hard to Explain', sagde: "I'm getting married and it's hard to explain!".
Parret har også fået en søn ved navn Cal Casablancas, født i Januar 2010.

## Kort om Julian Casablancas
- Kælenavn:  Jules og Julingus
- Favoritspise: Italiensk
- Første plade: "Faith" af George Michael